# Гронингенский диалект

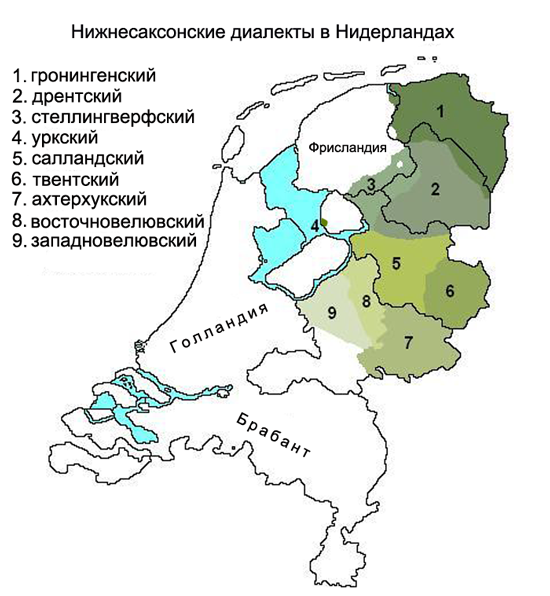
Ареал гронингенского диалекта на карте нижнесаксонских диалектов Нидерландов

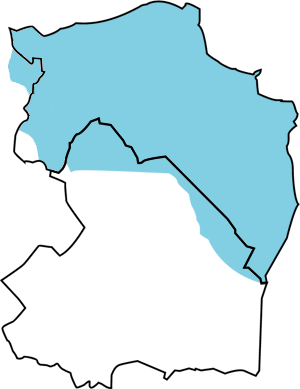
Область распространения гронингенского наречия в провинции Гронинген

Гро́нингенский диалект (нидерл. Gronings) — фризо-саксонский диалект, использующийся в нидерландской провинции Гронинген.
Гронингенский диалект относится к так называемым фризо-саксонским диалектам — переходным между фризскими языками и нижнесаксонской разновидностью платтдютч. По политическим причинам его иногда называют нидерландским диалектом, что не совсем верно лингвистически. Входит также в понятие нижнесаксонские диалекты Нидерландов.

## Лингвогеография

### Ареал и численность
Несколько говоров, составляющих вместе гронингенский диалект, широко используются в бытовом общении провинции Гронинген, а также в некоторых населенных пунктах Фризии. До Второй мировой войны «гронингс» был родным языком большинства жителей провинции, некоторые из которых были склонны определять себя как «саксов», а не нидерландцев (сепаратистские настроения пытались подогреть нацисты во время оккупации). После войны начался процесс распространения стандартного нидерландского языка как разговорного по северным провинциям, в городах значительная часть жителей (хотя не все) перешли на официальный нидерландский язык. Но и сейчас «гронингс» достаточно распространен в крае, а в большинстве сельских районов является основным языком общения.
Численность носителей диалекта по данным на 2009 год — около 262 000 чел..

### Социолингвистические сведения
После Второй мировой войны был взят курс на «нидерландизацию» Гронингена и вливание его в общую культурную жизнь Нидерландов. Позиции диалекта оказались сильно потеснены, значительная часть молодёжи, прежде всего в городах предпочитает общаться на стандартном нидерландском. Тем не менее, в последние десятилетия наметился новый подъем интереса к «гронингс», были созданы курсы, появились музыканты, исполняющие песни на гронингенском диалекте и печатные издания (например журнал Toal en Taiken). Кроме того, гронингенский диалект представлено на местных радиостанциях — в виде отдельных передач или прогнозов погоды.

### Внутренняя классификация
В составе гронингенского диалекта выделяются следующие говоры:
- венколониальские говоры;
- вестерволдские говоры;
- вестерквартирские говоры;
- городской гронингенский говор;
- коллюмерпомпский говор;
- олдамбтские говоры;
- севернодрентские говоры;
- хогеландские говоры.

## Характеристика
Гронингенский диалект обладает многими характерными нижненемецкими признаками, кроме того сильно ощущается влияние восточно- и западнофризского языков, и в последние годы — литературного нидерландского языка (последнего — главным образом в словарном составе). Несмотря на это, в речи гронингенцев, говорящих на родном наречии, по-прежнему присутствует множество неизвестных нидерландскому языку слов и выражений, что, вкупе с ощутимыми фонетическими различиями, затрудняет взаимопонимание с жителями других нидерландских провинций (исключая соседнюю Дренте, где используется очень близий к гронингенскому фризо-саксонский диалект «дрентс»).